# Guanyang, Chongqing
Guanyang (kinesiska: 官阳) är en köping i sydvästra Kina. Den ligger i häradet Wushan i storstadsområdet Chongqing, omkring 380 kilometer nordost om det centrala stadsdistriktet Yuzhong. Antalet invånare är 14 762. Befolkningen består av 7 308 kvinnor och 7 454 män. Barn under 15 år utgör 20,0 %, vuxna 15-64 år 68 %, och äldre över 65 år 11,0 %.